# Études grégoriennes
Études grégoriennes  (ISSN 0071-2086) est une revue annuelle créée en 1889, essentiellement consacrée aux chants liturgiques monodiques et médiévales, notamment au chant grégorien. Celle-ci fut fondée en 1954 auprès de l'abbaye Saint-Pierre de Solesmes, dans l'atelier de la Paléographie musicale. 
Si cette revue fut initialement intitulée les Études grégoriennes - Chant grégorien, musicologie médiévale, liturgies, musiques sacrées, le titre actuel est plus simple, Études grégoriennes, à partir de 2011, depuis sous la direction de Dom Patrick Hala.

## Histoire

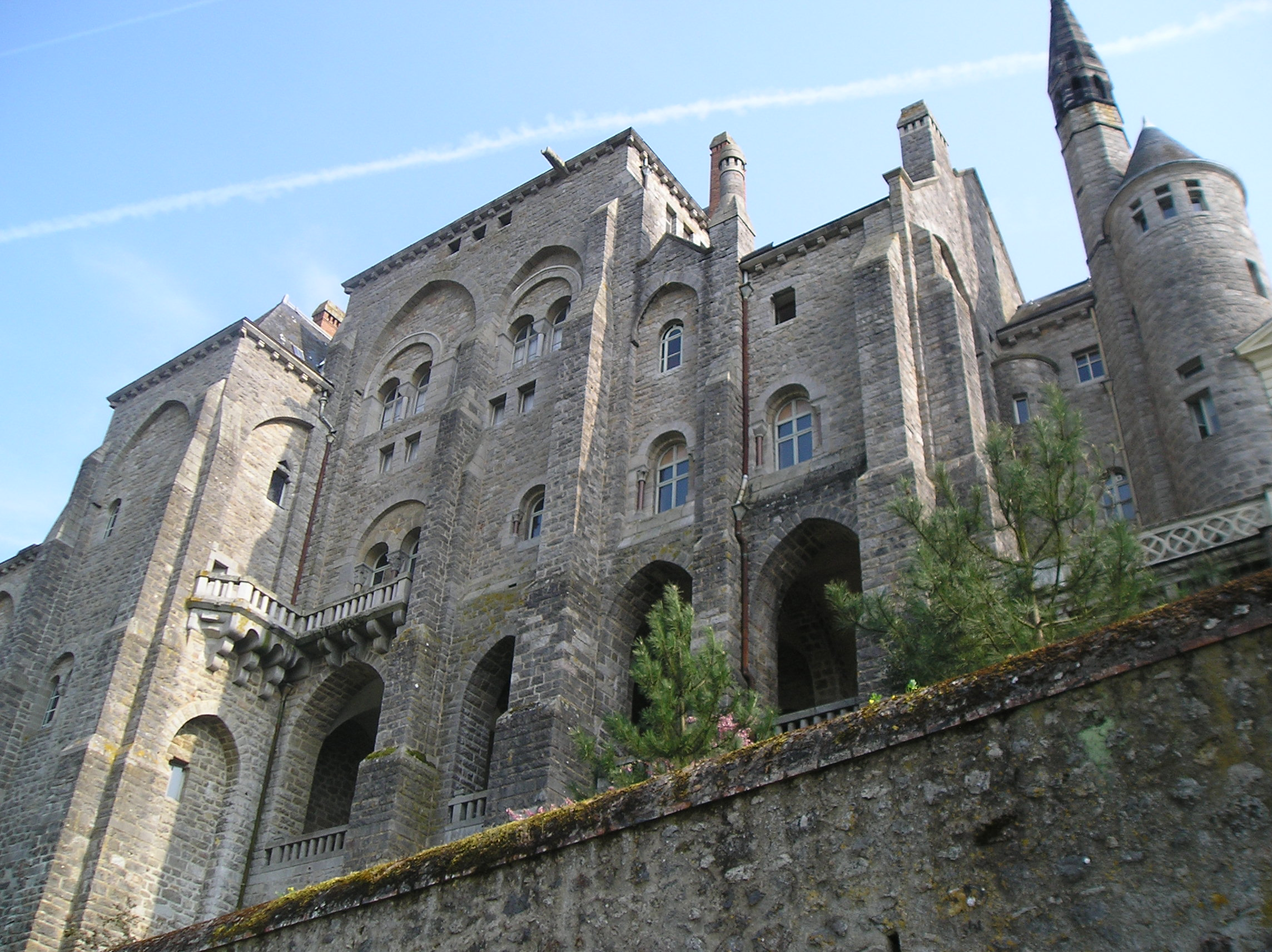
Depuis 1954, la rédaction des Études grégoriennes est toujours effectuée dans l'atelier de la Paléographie de cette abbaye de Solesmes.

L'origine des Études grégoriennes se trouve dans la Paléographie musicale, toujours publiée par la même abbaye. Fondée en 1889 par Dom André Mocquereau, cette série possédait quelques particularités. Certes, il s'agissait principalement des fac-similés phototypiques des manuscrits. Toutefois, Dom Mocquereau y présentait pareillement ses études grégoriennes. De plus, la série conservait ses deux formes, recueil trimestriel ainsi que version durable pour l'usage à long terme, jusqu'en octobre 1956.
L'atelier de celle-ci prit finalement une décision : la Paléographie serait dorénavant consacrée singulièrement au son premier objectif, fac-similés phototpiques et ses commentaires. Aussi l'édition manquerait-elle désormais de publication pour les études. C'est la raison pour laquelle fut créée la revue Études grégoriennes - Chant grégorien, musicologie médiévale, liturgies, musiques sacrées tandis que sa rédaction est continuellement confiée à cet atelier. Le premier tome fut sorti en 1954, sans attendre la séparation définitive de fonction de la Paléographie.
En 2014, la revue comptait 41 tomes. En effet, parfois la publication était repoussée. Ainsi, à la suite du décès de Dom Jean Claire en 2006, ancien directeur, le monastère ne sortit pas le tome XXXIV dans cette année. Les Études grégoriennes 2006-2007 furent publiées en 2007, en rendant hommage à ce grand chercheur du chant grégorien dans le domaine de la sémiologie grégorienne, avec sa biographie (p. 5 - 11) ainsi que son manuscrit posthume Saint Ambroise et le changement et style de la psalmodie, Traces importantes de transformation de la psalmodie sans refrain en psalmodie avec refrain dans le Carême milanais (p. 13 - 57).

## Articles
La revue demeure toujours importante dans ce domaine. Car tous ceux qui veulent présenter ses études peuvent envoyer leurs manuscrits à l'atelier, en dépit d'une rédaction en France, à condition que les auteurs respectent le protocole de rédaction. Donc, celle-ci s'illustre, d'une part, des auteurs internationaux. D'autre part, les thèses en anglais peuvent être adoptés sans modification ni traduction. Un article du tome XXXIII (2005) était venu de l'hémisphère sud. Il s'agit de la thèse Interpretative signs and letters in gregorian chant de Dr Neil McEwan, professeur à l'université de Sydney.  
Par conséquent, on y trouve souvent les études récentes et remarquables, y compris les dernières découvertes. Ainsi, le tome XXXVIII sorti en 2011 se distingue d'une thèse d'Alcia Scarcez Les sources du responsorial cistercien. Grâce à un antiphonaire composé de quatre livres et récemment redécouvert, l'auteur révélait scientifiquement que les deux réformes cisterciennes successives dans le domaine du chant liturgique n'était autre qu'un conflit entre les deux traditions du chant grégorien, Ouest et Est, et il ne s'agit pas de suppression de l'ornement du chant que l'on insistait si depuis longtemps.  
Il est remarquant que cette revue contienne également des documents historiques dont des manuscrits posthumes tel celui de Dom Claire. Afin d'étudier et de connaître correctement l'histoire du chant grégorien, ces documents sont précieux. Par exemple, dans le tome XXXVII (2010), le musicologue Michel Huglo, ancien moine de cette abbaye vivant la période difficile, présentait un événement du mois de décembre 1940, en tant que témoin. Si Dr Karl Gustav Fellerer n'avait pas eu son courage contre l'ordre de son armée, tous les manuscrits et photographies auraient été transférés en Allemagne puis perdus, et l'atelier de la Paléographie aurait disparu. Il précisait encore, dans un autre manuscrit posthume, un véritable courage de l'abbé Dom Germain Cozien de Solesmes. Malgré une grosse difficulté du monastère à l'époque (« Je regrette, mais en ce moment je n'ai personne pour travailler à cette grande entreprise. »), il décida d'accepter le projet de l'édition critique du Vatican, en 1948. Sinon, les manuscrits auraient entièrement été envoyés à Rome. Cette décision donna finalement naissance à la sémiologie grégorienne.
Une nouveauté se trouve à la fin du tome XLI (2014). Il s'agit des Recensions présentant les résumés des publications récemment effectuées. Dans ce volume, sept livres sont commentés par quatre spécialistes internationaux. Cependant, un article ancien en anglais (1959) suggère que le tome II publié en 1957 pratiquait déjà ces recensions

## Directeurs
1. 1954 - 1971[eg34 2] : Dom Joseph Gajard[2] (1885 - † 1972)
2. 1971 - 1996[3] : Dom Jean Claire (1920 - † 2006)
3. 1996 - 2010[eg37 2] : Dom Daniel Saulnier
4. 2011 - [eg38 2] : Dom Patrick Hala